# Wolfram Wuttke
Wolfram Wuttke (Castrop Rauxel, Alemania, 17 de noviembre de 1961 - 1 de marzo de 2015) fue un futbolista alemán. Jugaba de centrocampista y su primer club fue Schalke 04.

## Carrera
Comenzó su carrera en 1979 jugando para el Schalke 04. Jugó para ese club hasta 1981. En ese año se fue al Borussia Mönchengladbach, en donde se mantuvo hasta 1983. En ese año regresó al Schalke 04. En ese año se fue al Hamburger SV, en donde se mantuvo hasta 1985. En ese año se pasó al FC Kaiserslautern, manteniéndose en el equipo hasta 1990, cuando ese año se fue a España para integrarse a las filas del RCD Espanyol, en su primera temporada fue el máximo realizador de la plantilla en Liga con 9 goles, y en donde jugó hasta 1992. En ese año, después de su periplo por España, regresó a Alemania para unirse a las filas del FC Saarbrücken, en donde finalmente se retiró en el año 1993.

## Selección nacional
Ha sido internacional con la Selección de fútbol de Alemania durante 1980 y 1988.

## Clubes
| Club                     | País     | Año       |
| ------------------------ | -------- | --------- |
| Schalke 04               | Alemania | 1979-1981 |
| Borussia Mönchengladbach | Alemania | 1981-1983 |
| Schalke 04               | Alemania | 1983      |
| Hamburger SV             | Alemania | 1983-1985 |
| FC Kaiserslautern        | Alemania | 1985-1990 |
| RCD Espanyol             | España   | 1990-1992 |
| FC Saarbrücken           | Alemania | 1992-1993 |